# Immigration de Hongwu
 (janvier 2023).
 (janvier 2023).
La grande migration de Hongwu, également connue sous le nom de grande migration du début de la dynastie Ming, est une série de migrations de population à grande échelle organisées par des fonctionnaires dans les premières années de l'empereur Taizu[Lequel ?] de la dynastie Ming. Les principales zones de migration se situaient entre les plaines du nord de la Chine et la région de Jianghuai, y compris les provinces actuelles du Henan et du Hebei, de l'ouest du Shandong et du Jiangsu, les parties centrale et nord des provinces de l'Anhui et du Hubei ; les principales zones d'émigration comprennent la province du Jiangxi, la  province du Shanxi et la région de Suzhou au sud de Province de Jiangsu.

## Contexte
Après des dommages répétés au tournant des dynasties Jin et Yuan et plusieurs guerres à grande échelle à la fin de la dynastie Yuan, la majeure partie de la Chine du Nord, du Sichuan et de la région de Jianghuai sont très peu peuplées. En 1381 (la quatorzième année de la migration dite « Hongwu »), la population totale de la dynastie Ming était de 59,47 millions d'habitants. Les provinces du sud représentaient 75 % de la population totale du pays et les provinces du nord 25 % de la population totale donc le rapport entre le nord et le sud étaient très différents. Parmi les provinces du sud, la population s'est fortement concentrée dans les trois provinces de Zhejiang, Zhili (aujourd'hui Jiangsu et Anhui) et Jiangxi au sud-est (le Jiangxi comptait 8,98 millions d'habitants), tandis que Huguang (aujourd'hui Hubei et Hunan) ne comptait que 4,59 millions d'habitants, le Fujian comptait 3,84 millions d'habitants, le Guangdong 3,17 millions d'habitants, le Sichuan seulement 1,464 million d'habitants et le Guangxi 1,463 million d'habitants.
De même, dans les provinces du nord, la population est également fortement concentrée dans le Shanxi et l'est du Shandong (4,03 millions de personnes dans le Shanxi et 5,19 millions de personnes dans le Shandong). La population de ces deux provinces représente 60 % de la population du nord, tandis que la population du Henan est de 1,891 million et la population du Hebei n'est que de 1,893 million d'habitants, et la population du Shaanxi (y compris la région actuelle du Gansu, du Ningxia et du Qinghai Xining) est de 2,15 millions.

## Région de Jianghuai
Lorsque la ville de Yangzhou a été détruite à la fin de la dynastie Yuan, « il ne restait que 18 habitants », et seules sept familles sont restées dans la ville de Huai'an. La région de Jiangnan a une économie développée et une population dense, et a autrefois soutenu le rival de Zhu Yuanzhang, Zhang Shicheng . Aussi, Zhu Yuanzhang a pris des mesures de contrôle d'immigration pour les villes de Suzhou et d'autres villes, et a déplacé un grand nombre de leur population vers Huai'an, Yangzhou, Yancheng, Taizhou et Fengyang. Non seulement pour la compétition politique, mais aussi pour permettre à Huai, Yang et à d'autres villes d'obtenir plus d'abondance économique.
Au début de l'immigration dite « Hongwu », Zhu Yuanzhang a déplacé 140 000 ménages au sud du fleuve Yangtsé vers Fengyang, la capitale centrale de la dynastie Ming.

## Région du Hubei Huangxiao
Pendant la guerre Song-Jin, le Hubei oriental et le Hubei nord se trouvaient du côté sud de la ligne de démarcation entre Song et Jin, et les pertes étaient énormes. La guerre Song-Yuan et les soulèvements civils à la fin de la dynastie Yuan ont également connu de nombreuses victimes dans l'est et le nord du Hubei. Dans ce contexte, l'immigration Hongwu à la fin de la dynastie Yuan et au début de la dynastie Ming était une immigration de restructuration de la population dans la région de Huangxiao, qui a complètement changé la composition de la population et de la langue.
Parmi les clans qui se sont installés dans la préfecture de Huangzhou (aujourd'hui la ville de Huanggang) pendant la dynastie Yuan et la période Hongwu, les immigrants du Jiangxi étaient la partie la plus importante. Parmi eux, le nombre d'immigrés de Raozhou, Nanchang et Jiujiang est assez similaire. Avant l'immigration de Hongwu au début de la dynastie Ming, il y avait déjà eu des migrations dont les membres étaient devenus de nouveaux aborigènes par conséquent. Si l'on déduit le nombre des nouveaux immigrés de la fin de la dynastie Yuan et de la période de migration dite « Hongwu », les immigrants d'autres villes représentaient environ 62 % de la population totale de Huangzhou à la fin de la dynastie Yuan et de la période Hongwu. C'est une « reconstruction de la population » dont les immigrants du Jiangxi en sont la source. La partie la plus importante, en particulier les immigrants de Raozhou, Nanchang et d'autres régions du nord du Jiangxi, compte le plus grand nombre d'immigrants.
La préfecture de De'an est située dans le nord du Hubei, et les guerres précédentes ont fortement consumé la population de cette région. Histoire de la géographie de la dynastie Ming rapporte que dans les premières années de la migration dite « Hongwu », la préfecture de De'an a été réduite à une préfecture, subordonnée à la préfecture de Huangzhou ou de Wuchang, et seul le comté de Yunmeng dans la juridiction de De'an n'a pas été aboli par la province. Ce n'est que la treizième année de Hongwu que la préfecture de De'an a été restaurée, ainsi que le gouvernement et les comtés sous sa juridiction. On peut voir que « dans les premières années de Hongwu, la plupart des États et des comtés de la préfecture de De'an n'existaient plus, et la raison en était que la population était trop clairsemée ». Cette zone est « presque un no man's land, avec une population de moins de 20 000 aborigènes dans une si grande zone ».
Les immigrants s'installant dans la préfecture de De'an au début de la dynastie Ming venaient principalement de deux directions : l'une de Macheng et Huanggang, les préfectures voisines de Huangzhou à l'est d'une part et, d'autre part, un de Raozhou et Nanchang dans la province du Jiangxi. « Un grand nombre d'immigrants du Jiangxi et de la préfecture voisine de Huangzhou ont emménagé, de sorte que sur la carte de la population de Hongwu la 26e année, il y avait environ 5 personnes par kilomètre carré, et la population étrangère représentait 80 % de la population totale. » Le niveau d'immigrants acceptés par la préfecture de De'an est également relativement compliqué. « Parce que les aborigènes du comté de Macheng comptent un grand nombre d'anciens immigrants du Jiangxi sous la dynastie Song, leur population est plus importante que les anciens aborigènes. Comparés aux immigrants de la période Hongwu, ils sont également des résidents autochtones, nous les appelons nouveaux aborigènes. Lorsque les habitants de Macheng ont migré vers la préfecture de De'an pendant la période Hongwu, il y avait un grand nombre de ces personnes parmi eux, et on peut dire qu'ils étaient la majeure partie du peuple Macheng qui a déménagé dans la préfecture de De'an. » On peut voir que les immigrants reçus par la préfecture de De'an doivent être divisés en trois niveaux, l'un est les anciens aborigènes de la préfecture de Huangzhou, l'autre est les nouveaux aborigènes qui ont déménagé dans la préfecture de Huangzhou sous la dynastie Song, et l'autre groupe directement immigré du Jiangxi. Quant au nombre de ces trois types d'immigrés, selon l'enquête, les immigrés de Macheng devraient être « un peu plus nombreux que les immigrés du Jiangxi ». On peut voir que la préfecture de De'an a reçu des immigrants de la préfecture de Huangzhou au début de la dynastie Ming et que les immigrants du Jiangxi étaient à égalité, ou que l'influence des immigrants de la préfecture de Huangzhou était légèrement supérieure à celle des immigrants du Jiangxi.